# Божич, Никола
Никола Божич (сербохорв. Никола Божић / Nikola Božić; 1 мая 1910, Ступовача — 23 декабря 1942, Грачанице) — югославский сербский партизан Народно-освободительной войны Югославии, Народный герой Югославии.

## Биография
Родился 1 мая 1910 в селе Ступовача. До 1931 года был крестьянином, позднее служил в югославской королевской армии в составе пограничных войск. В 1941 году вступил в партизанское движение после оккупации страны немцами, нёс службу в Мославинской партизанской роте. Член коммунистической партии с середины 1942 года, с осени 1942 года занимал должность оперативного офицера.
Убит 23 декабря 1942 близ села Грачанице во время атаки немецкого бронепоезда. Указом от 24 июля 1953 награждён Орденом народного героя.